# Dolno Lukovo, Haskovo
Dolno Lukovo (în bulgară Долно Луково) este un sat în comuna Ivailovgrad, regiunea Haskovo,  Bulgaria. 

## Demografie
Componența etnică a satului Dolno Lukovo
     Bulgari (57,5%)
     Nicio identificare (42,5%)
     Altele (0%)
La recensământul din 2011, populația satului Dolno Lukovo era de 80 locuitori. Din punct de vedere etnic, majoritatea locuitorilor (57,5%) erau bulgari. Pentru 42,5% din locuitori nu este cunoscută apartenența etnică.